# John Buchan

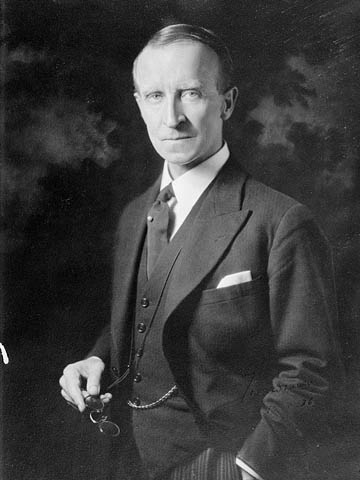
John Buchan

John Buchan, I barone Tweedsmuir (Perth, 26 agosto 1875 – Montréal, 11 febbraio 1940), è stato un romanziere, poeta e politico scozzese.

## Biografia e opere
Nato a Perth, in Scozia e cresciuto a Fife, passò gran parte della sua infanzia nei borderland scozzesi che amava molto e che lo ispirarono profondamente. Vinse una borsa di studio all'Università di Glasgow, dove studiò i classici e si diede all'attività di poeta che gli valse la sua prima pubblicazione. Studiò poi legge al Brasenose College di Oxford, dove vinse il premio Newdigate per la poesia. Tra i suoi amici all'università ci furono lo scrittore Hilaire Belloc, l'avvocato Raymond Asquith e il diplomatico Aubrey Herbert.
Buchan intraprese la carriera legale nel 1901, ma quasi immediatamente rivolse la propria attenzione alla politica, diventando prima segretario di Alfred Milner, amministratore delle colonie in Sudafrica: la conoscenza di quel paese da parte di Buchan si riflesse in molte delle sue opere. Al suo ritorno a Londra, divenne socio di una casa editrice e si dedicò assiduamente alla scrittura, sposò Susan Charlotte Grosvenor, cugina del duca di Westminster, nel 1907 e con lei ebbe quattro figli. Nel 1910 scrisse Prester John, il suo primo romanzo d'avventura ambientato in Sudafrica. Nel 1911 presentò i primi sintomi di ulcera duodenale, malattia che "trasmise" a molti dei propri personaggi. Entrò inoltre in politica tra i Tory.
Durante la prima guerra mondiale, scrisse per l'ufficio per la propaganda bellica e fu corrispondente in Francia per il Times. Nel 1915 pubblicò la sua opera più famosa, I trentanove scalini (The Thirty-Nine Steps), un romanzo di spionaggio ambientato poco prima dello scoppio della guerra, in cui fa la sua comparsa Richard Hannay, personaggio basato sul modello di un amico personale, il militare William Edmund Ironside e da cui Alfred Hitchcock trasse una versione di grande successo, intitolata Il club dei 39 (1935). Nel 1916, Buchan pubblicò un sequel, Greenmantle, per poi unirsi all'esercito, dove divenne segretario di Sir Douglas Haig.
Nel 1917, al suo ritorno in Inghilterra, divenne subalterno di Max Aitken, Lord Beaverbrook. Dopo la guerra iniziò a scrivere romanzi storici e thriller: come scrittore ottenne grandi successi di pubblico e di critica, con i suoi romanzi storici (biografie di Sir Walter Scott, Cesare Augusto, Oliver Cromwell e James Graham) e soprattutto con i suoi romanzi di spionaggio.
Buchan divenne presidente della Scottish Historical Society, oltre ad ottenere numerose altre cariche tra cui quelle politiche legate all'emancipazione della Scozia come stato a sé nell'impero britannico. Nel 1935 divenne governatore generale del Canada: al periodo della sua nomina risalgono opere come la sua autobiografia, Memory Hold-the-Door. Sua moglie, scrittrice anch'ella, scrisse numerose opere teatrali con il nome di Susan Buchan e si impegnò a fondo in favore della cultura canadese. Nel 1936, su esortazione di Lady Tweedsmuir, fondò il Governor General's Awards, un premio letterario tuttora esistente. Buchan fece numerosi viaggi in Canada, anche nelle zone artiche, e si impegnò profondamente a conoscere la popolazione su cui era stato messo a governare, tentò di costituire un'identità nazionale e di abbattere le barriere linguistiche e culturali della nazione. Gli vennero conferite lauree ad honorem dalle università di Glasgow, St. Andrews, McGill, Toronto e Montréal. Alla morte di Giorgio V, le iniziative prese da Buchan per sensibilizzare la popolazione al lutto britannico furono così efficaci che la visita reale di Giorgio VI nel 1939 fu uno degli eventi più popolari. L'esperienza della Prima guerra mondiale lo rese un convinto pacifista e lavorò con il presidente degli Stati Uniti Franklin Delano Roosevelt e con il Primo Ministro canadese William Lyon Mackenzie King per cercare di evitare il secondo conflitto.
Il 6 febbraio 1940 Buchan ebbe un malore e cadde, ferendosi seriamente alla testa. Venne operato due volte dal dottor Wilder Penfield ma cinque giorni dopo morì.

## Elenco delle opere
- 1896, Scholar-Gipsies
- 1899, Grey Weather
- 1899, A Lost Lady of Old Years
- 1900, The Half-Hearted
- 1902, The Watcher by the Threshold
- 1903, The African Colony
- 1905, The Law Relating to the Taxation of Foreign Income
- 1906, A Lodge in the Wilderness
- 1908, Some Eighteenth Century Byways
- 1910, Prester John (Il mistero della collana)
- 1911, Sir Walter Raleigh
- 1912, The Moon Endureth
- 1912, What the Home Rule Bill Means
- 1913, The Marquis of Montrose, vincitore del James Tait Black Memorial Prize, sezione biografia
- 1913, Andrew Jameson, Lord Ardwall
- 1915, Salute to Adventurers
- 1915, The Thirty-Nine Steps
- 1915, Britain's War by Land
- 1915, The Achievement of France
- 1915, Ordeal by Marriage
- 1916, The Future of the War
- 1916, The Power-House
- 1916, The Battle of Jutland
- 1916, Greenmantle
- 1916, The Battle of the Somme, First Phase
- 1916, The Purpose of War
- 1917, Poems, Scots and English
- 1917, The Battle of the Somme, Second Phase
- 1919, Mr Standfast
- 1919, These for Remembrance
- 1919, The Battle Honours of Scotland 1914-1918
- 1920, The History of the South African Forces in France
- 1920, Francis and Riversdale Grenfell
- 1920, The Long Road to Victory
- 1921, The Path of the King
- 1921, A History of the Great War
- 1922, Huntingtower
- 1922, A Book of Escapes and Hurried Journeys
- 1923, The Last Secrets (essays and articles)
- 1923, A History of English Literature
- 1923, Midwinter
- 1923, Days to Remember
- 1924, Some Notes on Sir Walter Scott
- 1924, The Three Hostages
- 1925, The History of the Royal Scots Fusiliers 1678-1918
- 1925, John Macnab
- 1925, The Man and the Book
- 1925, Sir Walter Scott
- 1925, Two Ordeals of Democracy
- 1926, The Dancing Floor
- 1926, Homilies and Recreations
- 1927, Witch Wood
- 1928, The Runagates Club
- 1929, The Courts of the Morning
- 1930, The Kirk in Scotland
- 1930, Montrose and Leadership
- 1930, Castle Gay
- 1930, Lord Rosebery, 1847-1930
- 1931, The Blanket of the Dark
- 1931, The Novel and the Fairy Tale
- 1932, Sir Walter Scott (biografia)
- 1932, The Gap in the Curtain
- 1932, Julius Caesar (biografia)
- 1932, The Magic Walking Stick (opera per bambini)
- 1932, and the Borders
- 1933, The Massacre of Glencoe
- 1933, A Prince of the Captivity
- 1933, The Margins of Life
- 1934, The Free Fishers
- 1934, Gordon at Khartoum
- 1934, Oliver Cromwell (biografia)
- 1935, The King's Grace
- 1935, The House of the Four Winds
- 1936, The Island of Sheep
- 1937, Augustus (biografia)
- 1938, The Interpreter's House
- 1938, Presbyterianism Yesterday, Today and Tomorrow
- 1940, Memory Hold-the-Door
- 1940, Comments and Characters
- 1940, Canadian Occasions
- 1941, Sick Heart River
- 1941, The Long Traverse

### Edizioni italiane
- Augusto, Dall'Oglio, Milano 1961.
- Il mantello verde (traduzione, nota introduttiva e note al testo a cura di Sergio De Santis), Roma, Nuova Edizioni del Gallo, 1991. ISBN 978-88-7265-009-7
- Il mistero della collana, Newton Compton, Roma 1995.
- I 39 gradini, Rizzoli, Milano 2003.
- La casa del potere, Nuova Editrice Berti, Parma 2012
- La criminale sfida di John Macnab, Newton Compton, Roma 2013.
- Le missioni segrete di Richard Hannay, Castelvecchi, Roma 2017.